# Torino Palavela
Torino Palavela, també conegut amb els noms de Palazzo delle Mostre o Palazzo a Vela, és un complex esportius i d'exposicions situat a la ciutat de Torí (Itàlia). Està situat al barri de Ligiotto, al sud de la ciutat, prop de la Vila Olímpica i del l'Oval Lingotto.

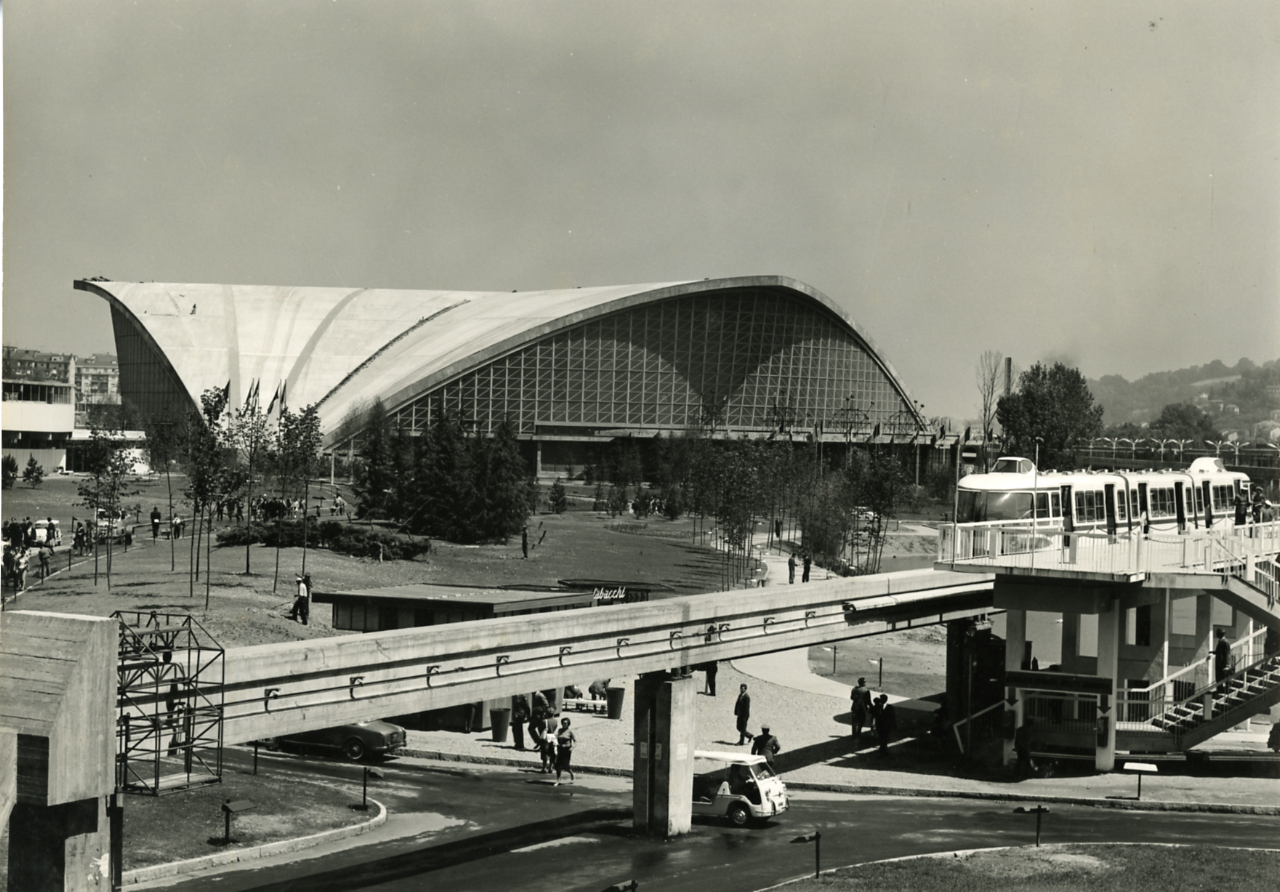
Panoramic de Italia '61 i el Palazzo a Vela. Foto Paolo Monti, 1961

Fou construït el 1960 amb motiu de l'Exposició Internaciona Itàlia '61, i sota la direcció de l'enginyer Franco Levi i els arquitectes Annibale i Giorgio Rigotti. El 2005 fou remodelat per allotjar la competició de patinatge artístic sobre gel i patinatge de velocitat en pista curta amb motiu dels Jocs Olímpics d'Hivern de 2006 realitzats a la ciutat de Torí. Té una capacitat per a 10.000 espectadors.
Al llarg de la seva història també ha estat seu del Campionat d'Europa de patinatge artístic sobre gel l'any 2005 i del Campionat del Món de patinatge artístic sobre gel l'any 2010, així com de la Universíada d'hivern de 2007.